# Musa al-Kazim

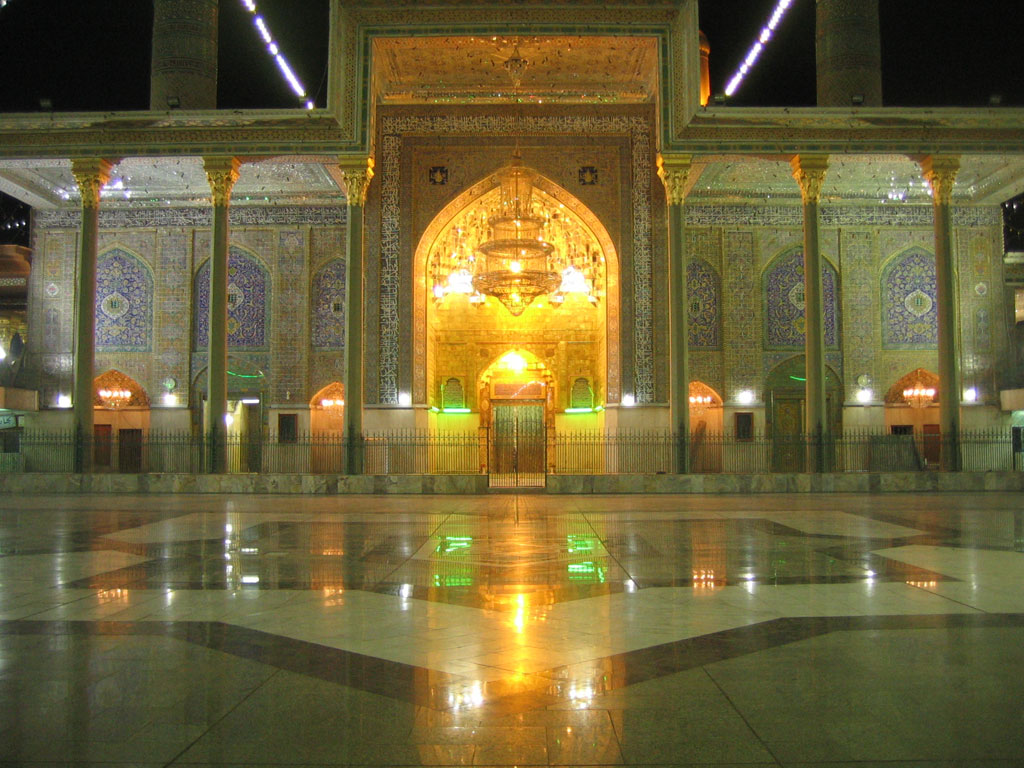
Moschea al-Kazimiyya

Abū Ibrāhīm Mūsā b. Jaʿfar b. Muhammad al-Kāẓim' (Arabo ﻣﻮسى ﺑﻦ ﺟﻌﻔﺮ ﺍﻟﻜﺎﻇﻢ; al-Abwāʾ, 6 novembre 745 – Baghdad, 1º settembre 799) è stato il settimo imam sciita duodecimano.

## Biografia
Nacque ad al-Abwāʾ il 6 novembre 745 da Jaʿfar al-Ṣādiq e da Hamīda al-Barbariyya, una donna di origine berbera.
È sepolto nella Moschea al-Kazimiyya a Kāẓimayn (Baghdad). Il suo imamato durò 34 anni.
Il suo laqab al-Kāzim deriva dalla parola araba che significa "il Taciturno".
Sposò Umm al-Banīn Najma (una schiava, poi affrancata, e da ella ebbe il figlio  ʿAlī al-Riḍā che gli succedette come ottavo Imam dell'Ahl al-Bayt), oltre a Fāṭima al-Maʿṣūma, Ḥājar Khātūn, Hamza, Ṣāliḥ, Aḥmad, Muḥammad e Ibrāhīm.
Mūsā al-Kāẓim venne alla luce nel periodo di lotte che contrapposero il Califfato omayyade e gli Abbasidi. Come suo padre, fu assassinato dagli Abbasidi.
La Festività dell'Imam Musa al-Kazim celebra la sua vita e la sua morte.
Alcuni sciiti (gli ismailiti) credono che il figlio più anziano dell'Imam Jaʿfar, ossia Isma'il ibn Ja'far sia stato il vero successore del comune padre. Essi credono che Ismāʿīl sia entrato in occultamento (ghayba) per volontà di Jaʿfar al-Ṣādiq, per motivi rimasti nascosti ai più. I Duodecimani credono invece che Ismāʿīl sia morto prima del padre e che questi sia perciò stato costretto a designare proprio Mūsā.

## Morte
Nel 795, Hārūn al-Rashīd imprigionò Mūsā al-Kāẓim. Quattro anni più tardi il Califfo ordinò a Sindī ibn Shahīq di avvelenare Mūsā. Il corpo di Mūsā al-Kāẓim oggi riposa all'interno della Moschea al-Kāẓimiyya a Kazimayn (Iraq).

## Citazioni
"La miglior generosità è soccorrere l'oppresso".

"Il mondo è leggero e splendido come un serpente ma vi è nascosto dentro un veleno mortale".